# Yuta Obara
Yuta Obara (en japonés: 小原佑太, Obara Yuta, 29 de febrero de 1996) es un deportista japonés que compite en ciclismo en la modalidad de pista.
Ganó una medalla de bronce en el Campeonato Mundial de Ciclismo en Pista de 2024, en la prueba de velocidad por equipos. Participó en los Juegos Olímpicos de París 2024, ocupando el quinto lugar en la misma prueba.

## Medallero internacional
| Campeonato Mundial | Campeonato Mundial   | Campeonato Mundial | Campeonato Mundial    |
| Año                | Lugar                | Medalla            | Competición           |
| ------------------ | -------------------- | ------------------ | --------------------- |
| 2024               | Ballerup (Dinamarca) | Medalla de bronce  | Velocidad por equipos |